# Marie-Chantal, korunní princezna řecká
Marie-Chantal Claire, korunní princezna řecká, princezna dánská (17. září 1968, Londýn) je manželka Pavlose, řeckého korunního prince, prince Dánska. Pavlos je synem a dědicem krále Konstantina II. Řeckého, sesazeného roku 1973.

## Život
Marie-Chantal Miller se narodila v Londýně, jako dcera Ekvádorky Maríe Clary a Američana Roberta Warrena Millera. Má starší sestru Piu bývalou manželku Christophera Gettyho a mladší sestru Alexandru, bývalou manželku prince Alexandra z Fürstenbergu.
Byla vychována v Hongkongu, kde do 9 let navštěvovala The Peak School, a poté nastoupila na Institut Le Rosey ve Švýcarsku. Roku 1982 přešla na École Active Bilingue v Paříži a poté na The Masters School v New Yorku. Po ukončení studia nastoupila na Akademii umění po dobu jednoho roku. Roku 1993 získala titul z historie umění na New York University.
Na lyžařské dovolené o Vánocích ve švýcarském Gstaad se o ní začal ucházet korunní princ Řecka Pavlos.
Roku 1995 se zasnoubila s princem Pavlosem. Je synem a dědicem krále Konstantina II. Řeckého, sesazeného roku 1973. Z římského katolictví konvertovala k řeckému pravoslaví, a to dne 22. května 1995 za soukromého obřadu v kapli svatého Pavla v New Yorku. Získala kabošonem-řezaný safír ve tvaru srdce a diamantový zásnubní prsten.
Svatba byla naplánována Lady Elizabeth Ansonovou a Robertem Isabellem. Na sobě měla šaty značky Valentino. Obřad se konal 1. července 1995 v londýnské katedrále svaté Sofie. Účastnilo se mnoho členů evropských královských rodin a 10 členů řecké politické strany Nová demokracie. S princem Pavlosem má 5 dětí:
- 1. Marie-Olympie Řecká a Dánská (* 25. 7. 1996 New York), věnuje se modelingu
- 2. Konstantin Alexios Řecký a Dánský (* 29. 10. 1998 New York)
- 3. Achileas-Andreas Řecký a Dánský (* 12. 8. 2000 New York)
- 4. Odysseas-Kimon Řecký a Dánský (* 17. 9. 2004 Londýn)
- 5. Aristides-Stavros Řecký a Dánský (* 29. 6. 2008 Los Angeles)

## Tituly a vyznamenání
Tituly
- 1. července 1995 – dodnes Její královská Výsost korunní princezna řecká, princezna dánská.

Vyznamenání
- Dáma velkokříže Řádu svaté Olgy a Sofie